# BoA (album)
BoA è il primo album statunitense (e il dodicesimo in totale) omonimo della cantante coreana BoA, pubblicato nel 2009 dalla divisione americana della SM Entertainment: SM Entertainment USA. In Giappone, invece, l'album è stato pubblicato attraverso il secondo greatest hits giapponese della cantante, Best & USA, come un CD "2 in 1". Nello stesso anno è uscito BoA: Deluxe, la versione speciale, digitalmente via iTunes il 31 agosto e fisicamente il 22 settembre 2009. La nuova edizione contiene la single version di "Energetic" e due nuove tracce: "Crazy About" e "Control".
L'album ha venduto 8 000 copie negli Stati Uniti.

## Tracce

### Standard Edition[5]
1. I Did It for Love (feat. Sean Garrett) - 3:01 (Sean Garrett, Melvin K. Watson Jr., Matthew I. Irby)
2. Energetic - 3:41 (Sean Garrett, Yirayah Garcia)
3. Did Ya - 2:59 (Christian Karlsson, Pontus Winnberg, Henrik Jonback, Negin Djafari)
4. Look Who's Talking - 3:08 (Christian Karlsson, Pontus Winnberg, Henrik Jonback, Michelle Lynn Bell, Britney Spears)
5. Eat You Up - 3:13 (Mikkel Johan Sigvardt, Thomas Troelsen)
6. Obsessed - 3:46 (Frankie Storm, Troy Verges, Bryan Seals Kennedy, Hillary Lee Lindsey)
7. Touched - 3:06 (Christian Karlsson, Pontus Winnberg, Magnus Wallbert, Toby Gad, Arama Brown)
8. Scream (Monrose cover)[6] - 3:16 (Charlie Mason, Kay J, Apollo Andel, The Provider)
9. Girls on Top (English Version) - 3:37 (Young-Hu Kim, Lola Fair (Xperimental Music))
10. Dress Off - 3:41 (Adrian Newman)
11. Hypnotic Dancefloor - 3:43 (Paolo Galgani, Lisa Rachelle Greene)

Tracce Bonus (iTunes)
1. Eat You Up (DJ Escape & Johnny Vicious Radio Edit) – 3:38

### BoA: Deluxe[7]
1. Energetic (Radio Edit) - 3:25 (Sean Garrett, Yirayah Garcia)
2. Control - 3:00 (Brian Kennedy, Sean Garrett)
3. Crazy About - 3:35 (Sean Garrett)
4. I Did It for Love (feat. Sean Garrett) - 3:01 (Sean Garrett, Melvin K. Watson Jr., Matthew I. Irby)
5. Did Ya - 2:59 (Christian Karlsson, Pontus Winnberg, Henrik Jonback, Negin Djafari)
6. Look Who's Talking - 3:08 (Christian Karlsson, Pontus Winnberg, Henrik Jonback, Michelle Lynn Bell, Britney Spears)
7. Eat You Up - 3:13 (Mikkel Johan Sigvardt, Thomas Troelsen)
8. Obsessed - 3:46 (Frankie Storm, Troy Verges, Bryan Seals Kennedy, Hillary Lee Lindsey)
9. Touched - 3:06 (Christian Karlsson, Pontus Winnberg, Magnus Wallbert, Toby Gad, Arama Brown)
10. Scream 1 - 3:16 (Charlie Mason, Kay J, Apollo Andel, The Provider)
11. Girls on Top (English Version) - 3:37 (Young-Hu Kim, Lola Fair (Xperimental Music))
12. Dress Off - 3:41 (Adrian Newman)
13. Hypnotic Dancefloor - 3:43 (Paolo Galgani, Lisa Rachelle Greene)
14. Energetic - 3:41 (Sean Garrett, Yirayah Garcia)

## Classifiche
| Classifica                                      | Posizione raggiunta |
| ----------------------------------------------- | ------------------- |
| Corea del Sud (Hanteo Yearly Chart)             | 1                   |
| Stati Uniti (Billboard 200)                     | 127                 |
| Stati Uniti (Billboard Dance/Electronic Albums) | 5                   |
| Stati Uniti (Billboard Independent Albums)      | 16                  |
| Stati Uniti (Billboard Top Heatseekers)         | 3                   |

## Date di Pubblicazione
| Nazione       | Data              | Formato              | Etichetta            |
| ------------- | ----------------- | -------------------- | -------------------- |
| Stati Uniti   | 17 marzo 2009     | CD, Digital Download | SM Entertainment USA |
| Corea del Sud | 18 marzo 2009     | CD, Digital Download | SM Entertainment     |
| Canada        | 7 aprile 2009     | CD, Digital Download | Arsenal Records      |
| Regno Unito   | 19 maggio 2009    | CD, Digital Download | Arsenal Records      |
| BoA: Deluxe   |                   |                      |                      |
| Stati Uniti   | 31 agosto 2009    | Digital Download     | SM Entertainment USA |
| Stati Uniti   | 22 settembre 2009 | CD                   | SM Entertainment USA |
| Corea del Sud | 23 settembre 2009 | CD                   | SM Entertainment     |
| Canada        | 29 settembre 2009 | CD, Digital Download | Arsenal Records      |
| Filippine     | 18 novembre 2009  | CD                   | Universal Records    |
| Taiwan        | 22 gennaio 2010   | CD                   | Avex Taiwan          |